# Juan Carlos Muñoz
Juan Carlos Muñoz (4. marts 1919 – 22. november 2009) var en argentinsk fodboldspiller, der spillede højre fløj for blandt andet River Plate i perioden 1939-1950, hvor han nåede at spille 184 kampe og score 39 mål. Han begyndte at spille professionelt for Sportivo Dock Sud i 1938, og blev solgt i juni 1939 til River Plate. I løbet af sin tid i River Plate vandt han 4 titler og betragtes som en af deres største spillere nogensinde. Efter en meget vellykket tid i River Plate kom han til Platanse, hvor han spillede 39 kampe og scorede 3 mål i perioden 1951-1953.
Muñoz spillede 11 gange for Argentinas fodboldlandshold. Han scorede to mål og var en del af den trup, der vandt Copa América i 1945. Han har aldrig spillet et VM, idet den bedste del af hans karriere faldt sammen grundet 2. verdenskrigs udbrud.
Efter tilbagetrækningen som fodboldspiller var Muñoz leder og formand for Club Atlético Platanse.
Han døde den 22. november 2009 i Buenos Aires, grundet en blodprop i hjertet i en alder af 90 år.